# Caprice (filme de 2015)
Caprice (A Fabulosa Caprice (título em Portugal) ou Romance à Francesa (título no Brasil)) é um filme francês do género comédia romântica, realizado e escrito por Emmanuel Mouret e protagonizado por Virginie Efira, Anaïs Demoustier e Laurent Stocker. Estreou-se em França a 22 de abril de 2015 e em Portugal a 24 de março de 2016. No Brasil, foi lançado pela Mares Filmes em formato digital e em DVD em 2016. Ganhou o prémio Swann de Ouro de melhor filme no Festival de Cinema de Cabourg de 2015.

## Elenco
- Virginie Efira como Alicia
- Anaïs Demoustier como Caprice
- Laurent Stocker como Thomas
- Emmanuel Mouret como Clément
- Michaël Cohen como comediante
- Thomas Blanchard como Jean
- Mathilde Warnier como Virginie
- Olivier Cruveiller como Maurice
- Botum Dupuis como Christie
- Néo Rouleau como Jacky
- Léo Lorléac'h como Victor

## Recepção
Na França, o filme tem uma nota média de 3.5/5 no AlloCiné calculada a partir de 29 resenhas da imprensa.